# Golden Dreams
Golden Dreams was een attractie in het Amerikaanse attractiepark Disney California Adventure Park, die geopend werd op 8 februari 2001. Het was een film die ingaat op de geschiedenis van de staat Californië, waarbij gefocust wordt op de verschillende etnische groeperingen die naar Californië zijn getrokken en de dromen die hiervoor als motivatie dienden. De attractie werd gesloten op 7 september 2008 en werd vervangen door The Little Mermaid ~ Ariel's Undersea Adventure.

## Beschrijving
Gasten betraden de attractie via een replica van het Palace of Fine Arts, die toegang gaf tot een buitenwachtrij. Zodra de deuren openden konden gasten de filmzaal betreden. De filmzaal bestond uit een tribune die uitzicht gaf op een rood gordijn en twee vrouwenbeelden in art-deco-stijl aan weerskanten van het doek. Een medewerker hield dan een praatje met daarin enkele aanwijzingen; vervolgens startte deze medewerker de film en dimde het licht in de zaal. De twee vrouwenbeelden werden gehuld in goudkleurig licht.
De voorstelling begint met het vrouwenbeeld aan de rechterzijde, waarvan het gezicht tot leven komt. Het beeld stelt zich voor als Califia (Whoopi Goldberg), de mythische koningin van Californië die zo door een Spaanse schrijver werd beschreven tijdens de goudkoorts. Tevens is ze gaan dienen als "the spirit of California" en geeft ze mensen nu en dan een steuntje in de rug bij het nastreven van hun dromen. Maar de droom zelf, zo zegt ze, die is er altijd al geweest. Hierna begint de film op het filmscherm zelf, waarvan het doek zich ondertussen geopend heeft.
De eerste scènes tonen beelden van een indianenstam die op een vredige manier met het land omgaat. Een opperhoofd zegt dat als ze met respect met de aarde om zullen gaan, ze er voor altijd zullen blijven leven. Daarna verandert het beeld naar een setting in de 18e eeuw, waar een groep Spanjaarden op missie is van San Diego naar San Francisco. Zij brachten echter ook ziektes mee die de inheemse bevolking zo goed als uitroeide, aldus Califia. Hun droom van een missie, zo legt ze uit, was echter gebouwd op een wankele basis; letterlijk, want het gezelschap komt in een aardbeving terecht. Califia verschijnt in eigen persoon in de film en vertelt de leider dat zijn mannen wellicht wat rust kunnen gebruiken. De leider houdt echter vast aan zijn droom en roept de mannen op om verder voorwaarts te gaan. Hoewel Californië nooit onderdeel is geworden van het Spaanse rijk, vertelt Califia, hebben de Spanjaarden wel hun sporen achtergelaten, die vandaag de dag nog tot uiting komen in een rijke traditie.
Het beeld verandert naar dat van een goudzoeker, die een brief schrijft naar zijn vrouw over zijn ontzag over het aantal mensen dat naar Californië is gekomen door de hoopvolle berichten over goud. Zelf heeft hij echter minder geluk en heeft hij nog geen goud gevonden. Hij zegt dat met alle nieuwelingen die naar Californië komen, er dan wel minder overblijft voor ieder op zichzelf, maar dat hij zich niet van zijn droom laat brengen. Als hij terneergeslagen in een rivier zit, verschijnt Califia en wijst hem op iets glimmends in het water. De goudzoeker heeft goud gevonden en schreeuwt het uit van geluk. Maar, zo zegt Califia, veel van de goudzoekers zijn nooit rijk geworden. Toch bleven mensen naar Californië komen, zegt ze, omdat zij mee wilden liften op andere successen. Het beeld verandert een groep Chinese immigranten, werkend aan de bouw van een spoorlijn. Zij komen echter om bij een explosie bij de bouwwerkzaamheden. Velen kwamen om, zegt Califia, maar hun harde zal nooit worden vergeten. Dankzij het alsmaar goedkoper wordende spoorwegnetwerk kwamen steeds meer nieuwelingen richting Californië.
Het beeld verandert naar de opening van het Los Angeles Aqueduct, een watervoorziening die nodig was voor de vele mensen die zich kwamen vestigen op de plek Los Angeles, midden in de woestijn. In eerste instantie lijkt het systeem niet te werken, maar Califia verschijnt, maakt een handgebaar en het water begint te stromen. Hoewel er van natuurlijke bronnen gebruik werd gemaakt, zegt Califia, kwam de mens er echter ook achter dat de natuur beschermd moest worden. Het beeld verandert naar John Muir, die hielp bij de beschermen van Yosemite Valley als nationaal park en zo een paradijs creëerde voor ieder om van te genieten. Sommigen wilden het paradijs van Californië echter voor zichzelf hebben, waardoor de immigrantenstroom vanuit Japan werd stopgezet. Enkel Japanse bruiden mochten nog overkomen, als hun man al in Californië was komen wonen. Hierdoor ontstonden picture brides, Japanse dames die een huwelijk voltrokken met een onbekende Amerikaan op basis van foto's uit briefcorrespondentie. De film volgt Kinuyo als ze aankomt in Californië, maar erachter komt dat haar man veel ouder blijkt dan de foto's die ze heeft toegestuurd gekregen. Vervolgens wordt ze bekogeld met van alles en nog wat door een groep mannen die roepen dat ze terug moet naar Japan, "waar ze thuishoort." Califia verschijnt om haar te steunen en zegt dat ze vol moet houden.
Het beeld verandert naar Amerikaanse migranten die, weggedreven door de crisis van de jaren 30 op zoek naar werk en een beter leven in Californië. Dorothea Lange wordt gevolgd tijdens het maken van haar foto's van de gevolgen van deze crisis. Veel gelukzoekers keerden weer terug, zo vertelt Califia, maar veel mensen vonden troost in de entertainmentindustrie, het nieuwe product van Oost-Europese migranten die eveneens naar Californië waren getrokken. De film volgt Louis B. Mayer die aan een journalist vertelt over de productie van The Wizard of Oz. Een ontwerper stelt voor om zilveren schoentjes te gebruiken als het kostuum van Dorothy, maar Califia fluistert Mayer in het oor dat robijnen schoentjes mooier zijn.
De film zoomt nu in op de rol van de thuisblijvende vrouwen van soldaten in de Tweede Wereldoorlog, die het zware fabriekswerk overnamen dat voorheen door hun mannen werd verricht. Een vrouw, die bezig is met lassen aan een schip, fluistert zichzelf moed in door te stellen dat ze weleens aan het schip zou kunnen werken, dat haar man uiteindelijk thuis zou kunnen brengen. Califia verschijnt en stelt haar gerust door te zeggen dat hij heus thuiskomt. Na een aantal scènes uit de 60's en 70's focust de film zich nu op de groter wordende rol van Californië in de landbouw en het grote aantal Mexicaanse immigranten dat hiervoor naar Californië trok. In beeld komt César Chávez, die strijdt voor gelijke rechten van de Mexicaanse immigranten. Hij zegt dat als mensen ergens diep in geloven, het uiteindelijk wel gebeurt. Het beeld verandert naar dat van een nieuwe groep mensen die ergens in gelooft: de opkomst van het computertechnologie in Silicon Valley. In beeld komen Steve Jobs en Steve Wozniak, die voorspellen dat ze van hun nieuw uitgevonden computer er één aan iedereen op de wereld zullen verkopen. Califia verschijnt en spreekt de heren toe terwijl ze een appel eet: "keep on dreaming. Trust me on this."
Het beeld verandert naar dat van Califia die op een bankje zit en het publiek toespreekt. Ze filtert de boodschap uit de film en zegt dat Californië altijd een droom zal blijven voor mensen, maar zegt ook tegen het publiek dat zij hun dromen zelf in leven moeten houden. De film eindigt met verschillende beelden van succesvolle Californianen, begeleid door een lied dat wordt gezonden door Heather Headley.

## Rolverdeling
| Acteur          | Personage      |
| --------------- | -------------- |
| Whoopi Goldberg | Califia        |
| Yasuko Takahara | Kinuyo         |
| Richard Balin   | Louis B. Mayer |
| Eric Matheny    | Goudzoeker     |
| Mark Neveldine  | Steve Jobs     |

## Trivia
- De film werd na sluiting van de attractie nog gebruikt om aan schoolkinderen te vertonen, binnen de Disney Youth Education Series.[1]

Disneyland Resort · Lijst van attracties in Disney California Adventure Park